# انویل (دهانه)
انویل یک دهانه برخوردی در ماه است.